# (38652) 2000 OV20
2000 OV20 (asteroide 38652) é um asteroide da cintura principal. Possui uma excentricidade de 0.26314240 e uma inclinação de 11.90040º.
Este asteroide foi descoberto no dia 31 de julho de 2000 por LINEAR em Socorro.